# Deeper Deeper/Nothing Helps
"Deeper Deeper/Nothing Helps" é uma canção gravada pela banda japonesa One Ok Rock, lançada como seu oitavo single em 22 de agosto de 2012, através da A-Sketch. Possui letras de Takahiro Moriuchi e composição e arranjos realizados pelos membros do One Ok Rock com este último também de autoria de Akkin. Lançado como seu segundo single lado A duplo, as canções "Deeper Deeper" e "Nothing Helps", integraram posteriormente o sexto álbum de estúdio da banda, Jinsei×Boku=, lançado em 6 de março de 2013.
O lançamento de "Deeper Deeper/Nothing Helps" alcançou a posição de número dois pela tabela musical japonesa Oricon Singles Chart. Pela Billboard Japan, "Deeper Deeper" posicionou-se em número três através da Japan Hot 100, enquanto "Nothing Hepls" atingiu a posição de número 82 pela mesma tabela. Um vídeo musical de "Deeper Deeper" foi lançado em 7 de janeiro de 2013, tendo sido dirigido por Takahide Ishii.

## Antecedentes e lançamento
Em agosto de 2012, o One Ok Rock lançou o single "The Beginning" e a seguir, embarcou na turnê One Ok Rock 2012 The Beginning Tour, realizada entre os meses de setembro a novembro do mesmo ano. Em 21 de setembro, foi divulgado que a banda estava em processo de produção de uma canção a ser utilizada na versão japonesa do jogo para PS3/Xbox 360: DmC: Devil May Cry.
Em 5 de dezembro, foi anunciado detalhes do lançamento de seu segundo single lado A duplo intitulado "Deeper Deeper/Nothing Helps" a ser composto por três faixas. Mais tarde, em 28 de dezembro, foi divulgado através da plataforma de vídeos Youtube, uma versão curta de trinta segundos do vídeo musical de "Deeper Deeper", a fim de promover o lançamento do single. No início de janeiro de 2013, divulgou-se que "Deeper Deeper" havia sido escolhida para integrar uma propaganda da Suzuki Swift Sport no Japão  e em 9 de janeiro, o single foi lançado em ambos os formatos físico e digital. 

## Composição e letras
O single "Deeper Deeper/Nothing Helps" é composto por três canções. A faixa-título "Deeper Deeper" é uma canção de andamento acelerado, que inicia-se com um som de baixo intenso e batidas de bateria, enquanto o vocalista Moriuchi ecoa sons que amplificam a introdução. É 
composta pelo baterista Tomoya Kanki ao lado do baixista Ryota Kohama, tendo sido mixada por John Feldmann. As letras de "Deeper Deeper" foram escritas por Moriuchi e inspiram o ouvinte com conteúdo como "Eu recomendo uma vida que permanecerá na memória de alguém" e fornecem a sensação de um novo começo. A segunda faixa-título "Nothing Helps", também de andamento acelerado, é composta pela banda e possui letras de Moriuchi escritas inteiramente em língua inglesa. Dedicada aos fãs, retrata sobre encontrar seu caminho e a determinação de "seguir em frente".
A última faixa "Kasabuta" foi composta e escrita por Moriuchi majoritariamente em japonês, é uma balada poderosa que retrata as feridas recebidas no passado e a sensação de vazio que não pode ser apagada.

## Vídeo musical
Apenas um vídeo musical foi produzido para o single "Deeper Deeper/Nothing Helps". Dirigido por Takahide Ishii, o vídeo musical de "Deeper Deeper" foi lançado em 7 de janeiro de 2013, dois dias antes do lançamento do single. A produção apresenta o One Ok Rock tocando em uma prisão abandonada. No mesmo local, uma criança é seguida por esferas de ferro e quando consegue enfrentar a principal delas, a imagem de outra criança portando uma esfera surge.

## Faixas e formatos
| "Deeper Deeper/Nothing Hepls" - CD single e download digital |                       |                   |                                 |                                            |         |  |
| N.º                                                          | Título                | Letras            | Música                          | Arranjo                                    | Duração |  |
| 1.                                                           | "Deeper Deeper"       | Takahiro Moriuchi | Tomoya Kanki Ryota Kohama       | Moriuchi Toru Yamashita Kohama Kanki Akkin | 3:35    |  |
| 2.                                                           | "Nothing Helps"       | Moriuchi          | Moriuchi Yamashita Kohama Kanki | Moriuchi Yamashita Kohama Kanki Akkin      | 4:48    |  |
| 3.                                                           | "Kasabuta" (カサブタ) | Moriuchi          | Moriuchi                        | Moriuchi Yamashita Kohama Kanki Akkin      | 4:22    |  |
| Duração total:                                               | Duração total:        | Duração total:    | Duração total:                  | Duração total:                             | 12:44   |  |

## Desempenho nas tabelas musicais
"Deeper Deeper/Nothing Helps" estreou no Japão em seu pico de número dois pela Oricon Singles Chart, na semana referente a 7 a 13 de de janeiro de 2013, vendendo 43.812 cópias. O single permaneceu na tabela por nove semanas. Pela Billboard Japan, a faixa "Deeper Deeper" estreou em número três através da Japan Hot 100 na semana correspondente a 16 de janeiro, enquanto "Nothing Helps", atingiu pico de número 82 pela mesma tabela, na semana referente a 23 de janeiro. Pela Top Singles Sales, o single "Deeper Deeper/Nothing Helps" posicionou-se em número dois na semana referente a 16 de janeiro.

### Posições semanais
| Tabela musical (2013)        | Melhor posição |
| ---------------------------- | -------------- |
| Japão (Oricon Singles Chart) | 2              |

| Tabela musical (2013)           | Melhor posição |
| ------------------------------- | -------------- |
| Japão (Billboard Japan Hot 100) | 3              |

| Tabela musical (2013)           | Melhor posição |
| ------------------------------- | -------------- |
| Japão (Billboard Japan Hot 100) | 82             |

## Créditos e pessoal
A elaboração de "Deeper Deeper/Nothing Helps" atribui os seguintes créditos, conforme encarte de seu formato físico e de  Jinsei×Boku=.
One Ok Rock
- Takahiro "Taka" Moriuchi — vocal principal, letras, composição, arranjos
- Toru Yamashita — guitarra, composição, arranjos
- Ryota Kohama — baixo, composição, arranjos
- Tomoya Kanki — bateria, composição, arranjos

Produção
- Akkin — arranjos
- Kenichi Arai — engenharia, gravação
- Tomoki Kagami — engenharia, gravação
- John Feldmann — mixagem (1–2)
- Tommy English — mixagem (1–2)
- Kazutaka Minemori — instrumentação técnica de baixo
- Yoshiro "Masuo" Arimatsu — instrumentação técnica de bateria, guitarra
- Ted Jensen — masterização (1–2)